# 문화철학
문화철학(Philosophy of culture)은 문화의 본질과 의미를 탐구하는 철학의 한 분과이다.

## 근세의 담론

### 독일 낭만주의
독일 철학자 이마누엘 칸트(1724~1804)는 빌둥(bildung) 개념과 유사한 "계몽"에 대한 개인주의적 정의를 공식화했다. "계몽은 인간이 스스로 초래한 미성숙에서 벗어나는 것이다." 그는 이러한 미성숙은 이해 부족에서 비롯되는 것이 아니라 독립적으로 생각할 용기가 부족하기 때문에 발생한다고 주장했다. 이러한 지적 비겁함에 맞서 칸트는 다음과 같이 촉구했다. "현명해지십시오!" 칸트에 대한 반동으로 요한 고트프리트 헤르더(Johann Gottfried Herder, 1744-1803)와 같은 독일 학자들은 예측 불가능하고 매우 다양한 형태를 취하는 인간의 창의성이 인간의 합리성만큼 중요하다고 주장했다. 더욱이 헤르더는 교양의 집합적 형태를 제안했다. "헤르더에게 교양은 민족에게 일관된 정체성과 공동 운명의식을 제공하는 경험의 총체였다."
1795년에 언어학자이자 철학자인 빌헬름 폰 훔볼트(1767~1835)는 칸트와 헤르더의 관심을 종합하는 인류학을 요구했다. 낭만주의 시대에 독일의 학자들, 특히 다양한 공국으로 "독일"을 건설하려는 민족주의 투쟁, 오스트리아-헝가리 제국에 대항하는 소수민족의 민족주의 투쟁 등 민족주의 운동에 관심을 가진 학자들은 더욱 포괄적인 문화를 "세계관"(Weltanschauung)으로 보는 개념을 발전시켰다. 이 사상 학파에 따르면, 각 민족 집단은 다른 집단의 세계관과 비교할 수 없는 독특한 세계관을 가지고 있다. 이전의 견해보다 더 포괄적이긴 하지만, 문화에 대한 이러한 접근 방식은 여전히 "문명" 문화와 "원시" 또는 "부족" 문화 사이의 구별을 허용했다.
1860년에 아돌프 바스티안(1826~1905)은 "인류의 정신적 통합"을 주장했다. 그는 모든 인간 사회를 과학적으로 비교하면 서로 다른 세계관이 동일한 기본 요소로 구성되어 있음이 드러날 것이라고 제안했다. 바스티안에 따르면 모든 인간 사회는 일련의 "기본 아이디어"(Elementargedanken)를 공유한다. 다른 문화 또는 다른 "민속 사상"(Völkergedanken)은 기본 사상의 지역적 변형이다. 이러한 관점은 현대 문화에 대한 이해의 길을 열었다. 프란츠 보아스(Franz Boas, 1858~1942)는 이 전통에 대한 훈련을 받았으며, 독일을 떠나 미국으로 갈 때 이 전통을 가지고 왔다.